# Clase Shōkaku
Los clase Shōkaku fueron una clase de portaaviones rápidos japoneses de la Segunda Guerra Mundial, compuesta por el Shōkaku y el Zuikaku.
Modernos y con un diseño eficaz, el diseño de estos portaaviones rápidos estaba basado en una mejora del  Sōryū, con toda la experiencia adquirida de los cuatro portaaviones principales disponibles hasta entonces. Contaban con una cubierta corrida y chimeneas laterales dobles del mismo modo que el Kaga.
Contaban con una entrecubierta a popa que contenía embarcaciones auxiliares dispuesto de una manera muy práctica que les permitía ser botados rápidamente al agua mediante un ingenioso juego de raíles y grúas. Otra caracterísca típica de esta clase era la ubicación adelantada del puente-isla, ocupando el final del primer tercio de la cubierta hacia proa, y no al medio en comparación con otras clases.
Estas unidades tuvieron importantes actuaciones en el escenario  del Pacífico.
Ninguno de ellos sobrevivió a la guerra. El Shōkaku fue hundido por el impacto de tres a cuatro torpedos lanzados desde el USS Cavalla (SS-244) en el transcurso de la 
batalla del Mar de las Filipinas, el 19 de junio de 1944, y el Zuikaku hundido por bombardeo aéreo y torpedeamiento (7 impactos de torpedo y nueve bombas) el 24 de octubre de ese mismo año en el transcurso de la batalla de Cabo Engaño.

## Enlaces externos

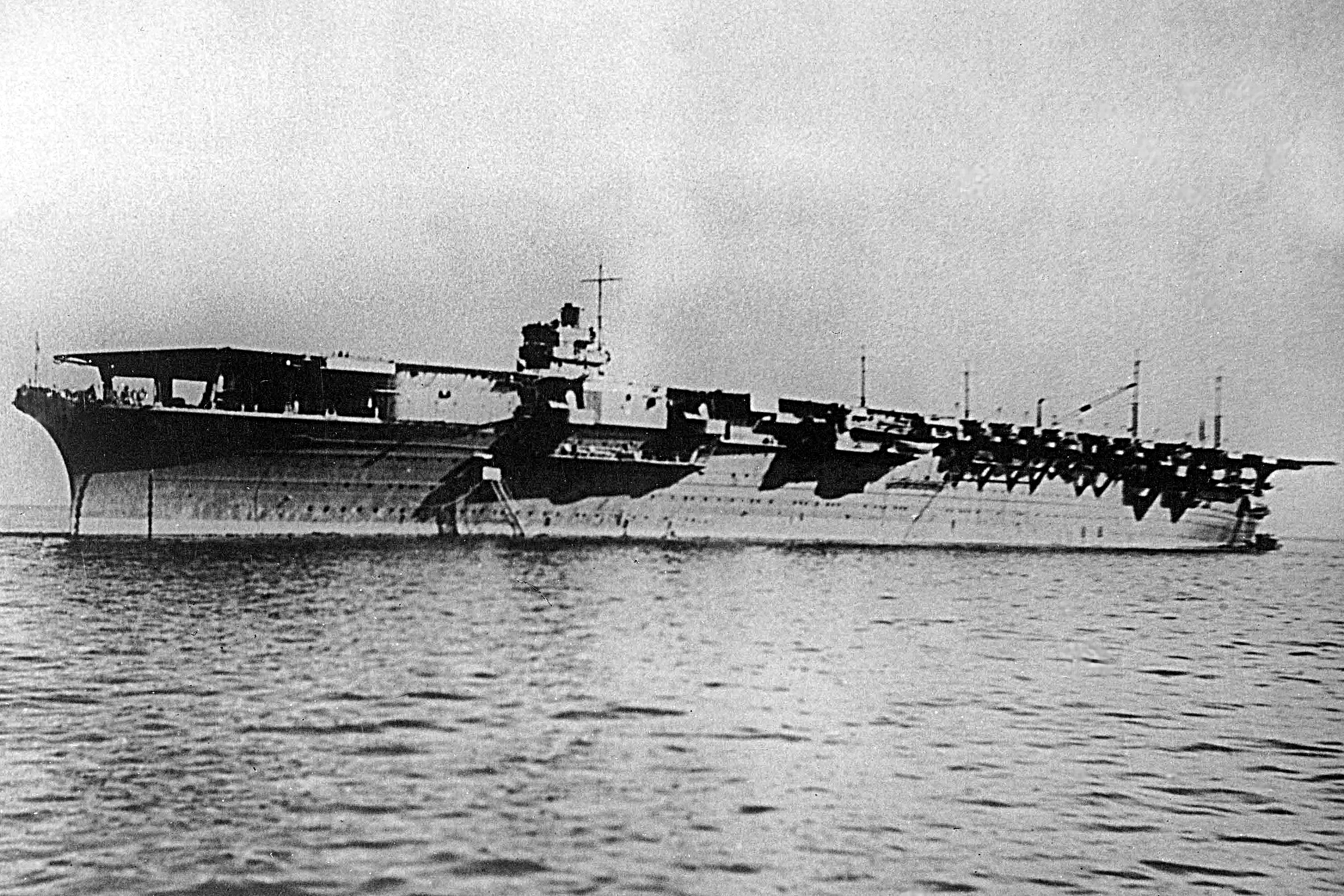
El Zuikaku el día de su entrada en servicio, en septiembre de 1941.